# Tanya van Gool
M.W.J.A. (Tanya) van Gool is een Nederlands diplomaat. Ze was ambassadeur in Bolivia, Kenia, Suriname, Roemenië en voor de Europese Unie in Colombia.

## Biografie
Tanya van Gool was in haar jonge jaren lid van de feministische beweging Dolle Mina. Ze studeerde van 1970 tot 1973 Franse taal, letterkunde en literatuur aan de Rijksuniversiteit Groningen en aansluitend nog een jaar aan de universiteit van Pau. In 1985 behaalde ze een diploma in internationale betrekkingen aan de Universiteit van Straatsburg. In de jaren erna werkte zij tijdelijk voor de Raad van Europa, de FAO en de Europese Commissie. Van juli 1994 tot juli 1999 was ze ambassadeur in La Paz in Bolivia. Toen ze in Bolivia als tijdelijk zaakgelastigde werd aangesteld, werd haar door het toenmalige P&O-hoofd van het ministerie van Buitenlandse Zaken te verstaan gegeven dat als ze het zou verprutsen, ze het ook meteen zou verbroeien voor de rest van de vrouwen binnen het ministerie. Voor haar werd duidelijk dat vrouwen in de hogere lagen van de diplomatie nog een redelijk nieuw verschijning waren. Klein van postuur speelde daar ook haar lengte niet mee. In haar diplomatieke carrière gebeurde haar vaker dat ze ergens al binnen was, en de aanwezigen nog wachtten op de ambassadeur. Niettemin ondervond ze ook dat het vrouw-zijn haar in haar loopbaan voordelen heeft opgeleverd, omdat vrouwen anders zijn dan mannen.
Vanaf juli 2002 was ze ambassadeur in Nairobi in Kenia en aansluitend van augustus 2006 tot augustus 2009 ambassadeur in Suriname. Vanaf februari 2010 was ze meerdere maanden zaakgelastigde op de Nederlandse ambassade in België en van augustus 2009 tot oktober 2011 in Boekarest in Roemenië. Aansluitend was ze tot augustus 2015 ambassadeur voor de Europese Unie (EU) in Colombia. Daarna werd ze hoofd van de inspectiedienst van de Europese dienst voor extern optreden van de EU. Vervolgens trad ze in 2018 aan als vicevoorzitter van het Netherlands Commission for Environmental Assessment.